# Lygodactylus conraui
Espèce
Synonymes
- Lygodactylus strongi Barbour & Loveridge, 1927

Lygodactylus conraui est une espèce de geckos de la famille des Gekkonidae. On parle, notamment en terrariophilie, communément de gecko nain, ou de gecko du Cameroun,. 

## Description
Ce petit gecko mesure un peu moins d’une dizaine de cm au maximum. La tête et le corps sont couverts de petits granules juxtaposés. Il a des yeux de grande taille, sans paupière mobile, à pupille ronde. La queue est fragile, souvent régénérée après une perte. En temps normal, elle est un peu plus longue que le corps, arrondie et effilée, avec des lamelles sous-caudales élargies disposées sur une seule rangée. Ce dernier critère, quoique complexe, permet de le distinguer du Lygodactyle de Fischer (L. fischeri), visible dans la même région, et qui a deux rangées de ces lamelles. La coloration est classiquement à dominante verte ou bleu-vert chez les deux sexes, mais est brunâtre chez la plupart des spécimens d’Afrique occidentale (notamment en Côte d’Ivoire). Il existe souvent de petits points noirs sur le dessus de la tête, du corps et de la queue. La gorge est uniformément blanchâtre. Ce lézard est arboricole. Actif pendant la journée (diurne), il se nourrit de petits arthropodes.

## Répartition
Cette espèce se rencontre en Guinée équatoriale, au Cameroun, au Bénin, au Togo, au Ghana et en Côte d'Ivoire. C'est une espèce relativement forestière, qui apprécie les arbres et arbustes d'une forêt assez dense, mais localement, on peut la rencontrer à proximité des habitations, dans des zones plus ouvertes.

## Étymologie
Cette espèce est nommée en l'honneur de Gustav Conrau.

## Publication originale
- Tornier, 1902 : Die Crocodile, Schildkröten und Eidechsen in Kamerun. Zoologische Jahrbücher. Abteilung für Systematik, Geographie und Biologie der Tiere, vol. 15, no 6, p. 663-677 (texte intégral).